# Сведбанк (стадион)
Сведбанк (швед. Swedbank stadion) — футбольный стадион в Мальмё (Швеция). Используется для проведения футбольных матчей с участием футбольного клуба «Мальмё» и заменил стадион «Мальмё». Стадион сможет вместить 24 000 человек: 18 000 сидячих и 6 000 стоячих мест или 21 000 только сидячих мест в международных матчах.
12 июля 2007 года футбольный клуб «Мальмё» объявил, что они продали права на название новой арены шведскому банку «Swedbank».
Открыт 13 апреля 2009 года матчем «Мальмё» — «Эргрюте», на игре присутствовали 23 347 зрителей. Первый гол на новом стадионе забил полузащитник «хозяев» Лабинот Харбузи.
Арена принимала гостей Молодёжного чемпионата Европы (до 21 года) 2009. На «Сведбанке» проходили три матча группы A, а также финальный матч. На время чемпионата был переименован в «Мальмё Нью Стэдиум» (англ. Malmö New Stadium).